# Erweiterte reelle Zahl

Zwei verschiedene Methoden, die reellen Zahlen durch Unendlichkeiten zu erweitern

Als erweiterte reelle Zahlen bezeichnet man in der Mathematik eine Menge, die aus dem Körper der reellen Zahlen durch Hinzufügen neuer Symbole für unendliche Elemente (auch: uneigentliche Punkte) entsteht. Man unterscheidet genauer zwischen den affin erweiterten reellen Zahlen, bei denen es zwei vorzeichenbehaftete uneigentliche Punkte gibt, und den projektiv erweiterten reellen Zahlen mit nur einem vorzeichenlosen uneigentlichen Punkt.
Ohne den Zusatz affin bzw. projektiv wird der Begriff erweiterte reelle Zahlen in der Literatur üblicherweise gleichbedeutend mit affin erweiterte reelle Zahlen verwendet, in diesem Artikel wird dieser jedoch als gemeinsamer Oberbegriff für beide Erweiterungen genutzt.
Beispielsweise machen die affin erweiterten reellen Zahlen es möglich, die unendlichen Elemente als den Grenzwert von bestimmt divergenten Folgen anzusehen und somit solche Folgen analog zu konvergenten Folgen zu behandeln.
Die Definition der Erweiterungen ist dementsprechend zunächst topologisch motiviert.
Die Arithmetik der reellen Zahlen lässt sich dagegen auf die erweiterten reellen Zahlen nicht vollständig fortsetzen.

## Definition
Die reellen Zahlen bilden mit ihrer üblichen Topologie einen lokalkompakten Raum. Durch geeignetes Hinzufügen uneigentlicher Punkte entsteht hieraus ein kompakter Raum.
- Bei der affinen Erweiterung ergänzt man {\displaystyle \mathbb {R} } um zwei Elemente {\displaystyle +\infty } und {\displaystyle -\infty } als vorzeichenbehaftete Unendlichkeiten zu {\displaystyle {\overline {\mathbb {R} }}:=\mathbb {R} \cup \{+\infty ,-\infty \}}. Mit {\displaystyle \pm \infty } werden zunächst einfach zwei beliebige Nicht-Elemente der reellen Zahlen bezeichnet.
- Im Fall der projektiven Erweiterung betrachtet man die Einpunktkompaktifizierung {\displaystyle {\widehat {\mathbb {R} }}:=\mathbb {R} \cup \{\infty \}} (auch die Bezeichnung {\displaystyle \mathbb {R} ^{\ast }} ist zu finden) mit einem einzigen durch das Symbol {\displaystyle \infty } bezeichneten uneigentlichen Punkt.

## Topologie
Jede in {\displaystyle \mathbb {R} } offene Menge sei auch in {\displaystyle {\overline {\mathbb {R} }}} bzw. {\displaystyle {\widehat {\mathbb {R} }}} offen.
Zusätzlich wird eine Umgebungsbasis für die uneigentlichen Punkte angegeben.

### Affiner Fall
Für jedes {\displaystyle a\in \mathbb {R} } soll
{\displaystyle \left[-\infty ,a\right[:=\{x\in \mathbb {R} \mid x<a\}\cup \{-\infty \}}
eine offene Umgebung von {\displaystyle -\infty } und
{\displaystyle \left]a,+\infty \right]:=\{x\in \mathbb {R} \mid x>a\}\cup \{+\infty \}}
eine offene Umgebung von {\displaystyle +\infty } sein.
Hierdurch wird beispielsweise die durch {\displaystyle x_{n}=n} gegebene Folge {\displaystyle (x_{n})_{n\in \mathbb {N} }} zu einer gegen {\displaystyle +\infty } konvergenten Folge: Für jedes {\displaystyle a\in \mathbb {R} } sind fast alle Folgenglieder in {\displaystyle ]a,+\infty ]} enthalten, nämlich all jene mit {\displaystyle n>a}.
Die Abbildung {\displaystyle f\colon {\overline {\mathbb {R} }}\to [-1,1]}, die durch
{\displaystyle f(x)={\frac {x}{1+|x|}}} für {\displaystyle x\in \mathbb {R} }, {\displaystyle f(-\infty )=-1}, {\displaystyle f(+\infty )=+1}
gegeben ist, ist ein Homöomorphismus. Topologisch ist {\displaystyle {\overline {\mathbb {R} }}} also gleichwertig mit einem abgeschlossenen Intervall, das mit {\displaystyle [-\infty ,+\infty ]} bezeichnet wird.
Die affin erweiterten reellen Zahlen bilden eine streng total geordnete Menge, indem die Ordnung der reellen Zahlen  durch {\displaystyle -\infty <a}, {\displaystyle a<+\infty } für alle {\displaystyle a\in \mathbb {R} } sowie {\displaystyle -\infty <+\infty } fortgesetzt wird. Die üblichen Schreibweisen {\displaystyle ]a,b[} für offene, {\displaystyle [a,b[} und {\displaystyle ]a,b]} für halb-offene und {\displaystyle [a,b]} für geschlossene Intervalle sind somit auch sinnvoll, wenn {\displaystyle a=-\infty } und/oder {\displaystyle b=+\infty } ist.
Die Topologie von {\displaystyle {\overline {\mathbb {R} }}} ist zugleich die von dieser Ordnung definierte Ordnungstopologie.
Die Homöomorphie mit {\displaystyle [-1,1]} zeigt, dass {\displaystyle {\overline {\mathbb {R} }}} metrisierbar ist.
Allerdings lässt sich die Standardmetrik auf {\displaystyle \mathbb {R} } nicht zu einer Metrik auf {\displaystyle {\overline {\mathbb {R} }}} fortsetzen: dazu müsste {\displaystyle \{x\in {\overline {\mathbb {R} }}\mid d(-\infty ,x)<1\}} offen sein, also eine „Kreisfläche“ {\displaystyle [-\infty ,a[} mit Mittelpunkt {\displaystyle -\infty } und Radius <1 enthalten, woraus aber
{\displaystyle 2=d(a-1,a+1)\leq d(a-1,-\infty )+d(-\infty ,a+1)<1+1}
folgen würde.

### Projektiver Fall
Für jede positive reelle Zahl {\displaystyle r} soll das Komplement von {\displaystyle [-r,r]} offene Umgebung von {\displaystyle \infty } sein.
Allgemeiner folgt so, wie für die Einpunktkompaktifizierung üblich, dass für jede kompakte Teilmenge {\displaystyle K\subset \mathbb {R} } das Komplement {\displaystyle {\widehat {\mathbb {R} }}\setminus K} eine offene Umgebung von {\displaystyle \infty } ist.
Hierdurch wird beispielsweise auch die durch {\displaystyle x_{n}=(-1)^{n}n} gegebene Folge {\displaystyle (x_{n})_{n\in \mathbb {N} }} zu einer gegen {\displaystyle \infty } konvergenten Folge: Für jedes {\displaystyle r>0} sind fast alle Folgenglieder im Komplement von {\displaystyle [-r,r]} enthalten, d. h. es gilt {\displaystyle |x_{n}|>r}. Allgemein wird aus jeder dem Betrage nach bestimmt divergenten reellen Folge eine in {\displaystyle {\widehat {\mathbb {R} }}} gegen {\displaystyle \infty } konvergente.
Mit dieser Topologie wird {\displaystyle {\widehat {\mathbb {R} }}} homöomorph zur Kreislinie
{\displaystyle S^{1}=\{(x,y)\in \mathbb {R} ^{2}\mid x^{2}+y^{2}=1\}.}
Ein Homöomorphismus {\displaystyle g\colon S^{1}\to {\widehat {\mathbb {R} }}} ist beispielsweise gegeben durch
{\displaystyle g(x,y)={\frac {x}{1-y}}} für {\displaystyle (x,y)\neq (0,1)} und {\displaystyle g(0,1)=\infty }.
Ebenso wenig wie die Kreislinie lässt sich daher {\displaystyle {\widehat {\mathbb {R} }}} in mit der Topologie verträglicher Weise total ordnen. Üblicherweise belässt man es dabei, dass {\displaystyle \infty } mit endlichen Zahlen unvergleichbar ist.
Wie im affinen Fall ist auch die projektive Erweiterung metrisierbar, jedoch nicht durch Fortsetzen der reellen Standardmetrik.
Man kann sich {\displaystyle {\widehat {\mathbb {R} }}} auch als aus {\displaystyle {\overline {\mathbb {R} }}} durch Zusammenkleben der Punkte {\displaystyle -\infty } und {\displaystyle +\infty } entstanden denken.
Zudem entspricht {\displaystyle {\widehat {\mathbb {R} }}} der reellen projektiven Geraden {\displaystyle \mathbb {R} P^{1}}, dies motiviert auch die Bezeichnung.

### Gemeinsame Eigenschaften
Sowohl die affine als auch die projektive Erweiterung bilden einen kompakten Raum, in dem die reellen Zahlen eine dichte Teilmenge sind.
Hieraus ergibt sich, dass jede Zahlenfolge dann eine konvergente Teilfolge (und sei es gegen einen uneigentlichen Punkt) enthält.
Nur bestimmt bzw. betragsmäßig bestimmt divergente reelle Folgen werden in der affin bzw. projektiven Erweiterung zu konvergenten Folgen. Eine Folge wie die durch {\displaystyle x_{n}=(-1)^{n}} gegebene ist auch in den erweiterten reellen Zahlen divergent. In der Stone-Čech-Kompaktifizierung der reellen Zahlen dagegen konvergieren alle beschränkten Folgen.

## Vereinfachte Schreibweisen
Die Einführung der (affin) erweiterten reellen Zahlen erlaubt es zunächst, die Schreibweisen {\displaystyle \lim _{x\to +\infty }} und {\displaystyle \lim _{x\to -\infty }} analog zu {\displaystyle \lim _{x\to x_{0}}} mit endlichem {\displaystyle x_{0}} zu behandeln, ohne dies als eigene Notation oder Sprechweise gesondert einzuführen. Auch ohnedies lediglich symbolische Schreibweisen wie {\displaystyle \lim x_{n}=+\infty } für bestimmt divergente Folgen gliedern sich nahtlos in den Fall konvergenter Folgen ein.

## Arithmetik
Es stellt sich die Frage, wie die mathematischen Grundrechenarten an die neuen unendlichen Stellen angepasst werden sollen. Im Sinne des Permanenzprinzips sollen hierbei alte Rechenregeln fortbestehen, aber durchgängig ist dies nicht machbar, da die erweiterten reellen Zahlen keinen vollständig geordneten Körper bilden können – ein solcher müsste wieder isomorph (und homöomorph) zu {\displaystyle \mathbb {R} }  sein. Mindestens für einige Argumente bleiben die Operationen also undefiniert.
Für {\displaystyle A={\overline {\mathbb {R} }}} bzw. {\displaystyle A={\widehat {\mathbb {R} }}} möchte man für möglichst viele {\displaystyle a,b\in A} einen wiederum in {\displaystyle A} liegenden Wert für die Ausdrücke
{\displaystyle a+b,\quad -a,\quad a-b,\quad a\cdot b,\quad a^{-1},\quad {\frac {a}{b}}}
derart definieren, dass die üblichen Rechengesetze (insb. Assoziativgesetz und Kommutativgesetz von Addition und Multiplikation sowie das Distributivgesetz) auch für diese Erweiterung gültig bleiben. Genauer lautet eine sinnvolle Forderung: Stimmen zwei Ausdrücke in endlich vielen Variablen im Endlichen stets überein, sofern beide Seiten (also auch alle benutzten Teilausdrücke) definiert sind, und ist auch nicht aus trivialen Gründen stets eine Seite undefiniert, so soll diese Gleichheit der beiden Ausdrücke auch in der Erweiterung gelten, also wenn auch unendliche Werte für die Variablen zugelassen sind und alle Teilausdrücke definiert sind.
Eine solche Gleichung ist beispielsweise {\displaystyle {\tfrac {a}{b}}\cdot {\tfrac {b}{a}}=1}. Im Endlichen gilt dies für {\displaystyle a\neq 0,b\neq 0}, d. h. sobald {\displaystyle {\tfrac {a}{b}}} und {\displaystyle {\tfrac {b}{a}}} definiert sind (das Produkt ist hier immer definiert). Wenn für den Fall {\displaystyle a=1,b=0} in der Erweiterung {\displaystyle {\tfrac {1}{0}}=\infty } definiert wird, muss entweder {\displaystyle \infty \cdot 0={\tfrac {1}{0}}\cdot {\tfrac {0}{1}}=1} gelten oder das Produkt {\displaystyle \infty \cdot 0} undefiniert sein.
Zusätzlich zu den Grundrechenarten interessiert noch die Potenzrechnung, d. h. man möchte dem Ausdruck {\displaystyle a^{b}} für möglichst viele {\displaystyle a,b} einen Wert so zuweisen, dass die Potenzgesetze {\displaystyle a^{b+c}=a^{b}\cdot a^{c}}, {\displaystyle a^{b\cdot c}=(a^{b})^{c}}, {\displaystyle (a\cdot b)^{c}=a^{c}\cdot b^{c}} immer dann gelten, wenn alle auftretenden Teilausdrücke definiert sind.

### Rechenregeln aus Stetigkeit
Die genannten (algebraisch formulierten) Bedingungen sind auf jeden Fall dann erfüllt, wenn die Operationen stetig fortgesetzt werden. Es gibt jedoch beispielsweise keine stetige Abbildung {\displaystyle {\overline {\mathbb {R} }}\times {\overline {\mathbb {R} }}\to {\overline {\mathbb {R} }}} bzw. {\displaystyle {\widehat {\mathbb {R} }}\times {\widehat {\mathbb {R} }}\to {\widehat {\mathbb {R} }}}, die auf {\displaystyle \mathbb {R} \times \mathbb {R} } mit der Addition übereinstimmt. Daher ist die stetige Fortsetzung grundsätzlich nur partiell möglich.
Durch möglichst weitreichende stetige Fortsetzung ergeben sich folgende Rechenregeln, bei denen für auf diesem Wege nicht zu definierende Ausdrücke der Wert „?“ notiert wird:

#### Grundrechenarten
| in {\displaystyle {\overline {\mathbb {R} }}} | in {\displaystyle {\widehat {\mathbb {R} }}} |
| Vergleiche | Vergleiche |
| --- | --- |
| {\displaystyle -\infty <a<+\infty } für endliches {\displaystyle a} | {\displaystyle \infty } ist mit endlichen {\displaystyle a} nicht vergleichbar |
| Negation | |
| {\displaystyle -(\pm \infty )=\mp \infty } | {\displaystyle -\infty =\infty } |
| Addition und Subtraktion | |
| {\displaystyle \pm \infty +a=a\pm \infty =\pm \infty } für endliches {\displaystyle a} {\displaystyle \infty +\infty =\infty } {\displaystyle -\infty -\infty =-\infty }                                                                                 | {\displaystyle \infty +a=a+\infty =\infty } für endliches {\displaystyle a} |
| {\displaystyle \infty -\infty =?} | {\displaystyle \infty \pm \infty =?} |
| Multiplikation | |
| {\displaystyle (\pm \infty )\cdot a=a\cdot (\pm \infty )=\pm \infty } für {\displaystyle 0<a\leq \infty } {\displaystyle (\pm \infty )\cdot a=a\cdot (\pm \infty )=\mp \infty } für {\displaystyle -\infty \leq a<0}                                     | {\displaystyle \infty \cdot a=a\cdot \infty =\infty } für {\displaystyle a\neq 0} (inklusive {\displaystyle a=\infty }) |
| {\displaystyle 0\cdot (\pm \infty )=?} | {\displaystyle 0\cdot \infty =?} |
| Kehrwerte | |
| {\displaystyle (\pm \infty )^{-1}=0} | {\displaystyle \infty ^{-1}=0} |
| {\displaystyle 0^{-1}=?} | {\displaystyle 0^{-1}=\infty } |
| Division | |
| {\displaystyle {\tfrac {a}{\pm \infty }}=0} für endliches {\displaystyle a} {\displaystyle {\tfrac {\pm \infty }{a}}=\pm \infty } für {\displaystyle 0<a<\infty } {\displaystyle {\tfrac {\pm \infty }{a}}=\mp \infty } für {\displaystyle -\infty <a<0} | {\displaystyle {\tfrac {a}{\infty }}=0} für endliches {\displaystyle a} {\displaystyle {\tfrac {\infty }{a}}=\infty } für endliches {\displaystyle a} {\displaystyle {\tfrac {a}{0}}=\infty } für {\displaystyle 0\neq a\neq \infty } |
| {\displaystyle {\tfrac {\infty }{\infty }}=?} {\displaystyle {\tfrac {a}{0}}=?} für {\displaystyle a} beliebig | {\displaystyle {\tfrac {\infty }{\infty }}=?} {\displaystyle {\tfrac {0}{0}}=?} |

#### Potenzen

Definitionsbereich (rot) von im Reellen und Kandidaten (blau) für stetige Fortsetzungen. Die unendlich langen Achsen sind auf ein endliches Intervall gestaucht, mit der Null in der jeweiligen Mitte.

Im Folgenden wird nur im affinen Fall {\displaystyle {\overline {\mathbb {R} }}=\mathbb {R} \cup \{-\infty ,+\infty \}} die stetige Fortsetzung des Potenzierens angegeben.
Hierbei ist zu beachten, dass bereits im Endlichen {\displaystyle a^{b}} nur (reell) definiert ist, wenn {\displaystyle a>0} (und {\displaystyle b} beliebig) oder {\displaystyle a<0} und {\displaystyle b\in \mathbb {Z} } oder {\displaystyle a=0} und {\displaystyle b\geq 0}.
| Ausdruck                       | Wert                            | Bedingung                                                                            |
| ------------------------------ | ------------------------------- | ------------------------------------------------------------------------------------ |
| {\displaystyle a^{+\infty }}   | {\displaystyle +\infty }        | {\displaystyle 1<a\leq +\infty }                                                     |
| {\displaystyle a^{+\infty }}   | {\displaystyle 0}               | {\displaystyle -1<a<1}                                                               |
| {\displaystyle a^{+\infty }}   | ?                               | {\displaystyle a=1} oder {\displaystyle -\infty \leq a\leq -1}                       |
| {\displaystyle a^{-\infty }}   | {\displaystyle 0}               | {\displaystyle 1<a\leq +\infty } oder {\displaystyle -\infty \leq a<-1}              |
| {\displaystyle a^{-\infty }}   | {\displaystyle +\infty }        | {\displaystyle 0\leq a<1}                                                            |
| {\displaystyle a^{-\infty }}   | ?                               | {\displaystyle -1\leq a<0}                                                           |
| {\displaystyle 0^{a}}          | {\displaystyle +\infty }        | {\displaystyle -\infty \leq a<0} und {\displaystyle a} ist keine ungerade ganze Zahl |
| {\displaystyle 0^{a}}          | ?                               | {\displaystyle a} ist eine negative ungerade ganze Zahl                              |
| {\displaystyle 0^{a}}          | ?                               | {\displaystyle a=+\infty }                                                           |
| {\displaystyle (+\infty )^{a}} | {\displaystyle +\infty }        | {\displaystyle 0<a\leq +\infty }                                                     |
| {\displaystyle (+\infty )^{a}} | {\displaystyle 0}               | {\displaystyle -\infty \leq a<0}                                                     |
| {\displaystyle (+\infty )^{a}} | ?                               | {\displaystyle a=0}                                                                  |
| {\displaystyle (-\infty )^{n}} | {\displaystyle (-1)^{n}\infty } | {\displaystyle n>0} ganzzahlig                                                       |
| {\displaystyle (-\infty )^{n}} | {\displaystyle 1}               | {\displaystyle n=0}                                                                  |
| {\displaystyle (-\infty )^{n}} | {\displaystyle 0}               | {\displaystyle n<0} und ganzzahlig                                                   |

Der Wert von {\displaystyle a^{b}} mit negativem {\displaystyle a} und endlichem nicht-ganzen {\displaystyle b} bleibt undefiniert, da diese Stellen nicht zum Abschluss des Definitionsbereiches der endlichen Potenzfunktion gehören.
Zu den stetigen Fortsetzungen mit nichtpositiver Basis {\displaystyle -\infty \leq a\leq 0} ist zu beachten, dass diese Stellen zwar zum Abschluss des Definitionsbereiches gehören, aber keine inneren Punkte des Abschlusses sind. Es gibt daher gänzlich außerhalb des Definitionsbereiches liegende Folgen, die gegen diese Stellen konvergieren.

#### Funktionswerte
Einige Standardfunktionen lassen sich stetig ins Unendliche zu Abbildungen {\displaystyle {\overline {\mathbb {R} }}\to {\overline {\mathbb {R} }}} fortsetzen, so etwa
- {\displaystyle |\pm \infty |=+\infty }
- {\displaystyle \arctan(\pm \infty ):=\pm {\frac {\pi }{2}}}
- {\displaystyle e^{+\infty }:=+\infty } und {\displaystyle e^{-\infty }:=0} (in {\displaystyle {\widehat {\mathbb {R} }}} ist {\displaystyle e^{\infty }} jedoch nicht definiert).

In der Maßtheorie wird eine Funktion {\displaystyle f\colon \Omega \to {\overline {\mathbb {R} }}} mit einer nichtleeren Menge {\displaystyle \Omega } numerisch genannt. Numerische Funktionen können als Supremum oder Infimum einer Folge reeller Funktionen auftreten. Auch in der Optimierung werden teilweise aus praktischen Gründen die Funktionswerte {\displaystyle \pm \infty } zugelassen. Funktionen, die diese Werte annehmen heißen erweiterte Funktionen.

### Undefinierte Ausdrücke
Mit der Methode der stetigen Fortsetzung lässt sich in {\displaystyle {\overline {\mathbb {R} }}} für die Grundrechnungsarten-Ausdrücke
{\displaystyle \infty -\infty ,\quad 0\cdot \infty ,\quad {\frac {\infty }{\infty }},\quad {\frac {a}{0}}}
bzw.  in {\displaystyle {\widehat {\mathbb {R} }}}  für
{\displaystyle \quad \infty +\infty ,\quad 0\cdot \infty ,\quad {\frac {\infty }{\infty }},\quad {\frac {0}{0}}}
kein Wert angeben.
Prinzipiell wäre es denkbar, eine geeignete – notwendig unstetige – Festsetzung zu finden.
Das ist für die genannten Ausdrücke jedoch nicht möglich,  ohne das Permanenzprinzip zu verletzen, d. h. ohne Widerspruch zu den üblichen Rechenregeln.
Dies zeigt im Einzelnen die folgende Aufstellung:
- {\displaystyle \infty -\infty }:
Wegen {\displaystyle x-x=0} für alle {\displaystyle x\in \mathbb {R} } folgt durch das Permanenzprinzip, dass {\displaystyle \infty -\infty =0} gelten sollte, wenn der Ausdruck definiert ist. Dies führt jedoch unter Berücksichtigung der Rechenregel {\displaystyle \infty +\infty =\infty } auf den Widerspruch {\displaystyle \infty =\infty +0=\infty +(\infty -\infty )=(\infty +\infty )-\infty =\infty -\infty =0}.
- {\displaystyle \infty +\infty } in {\displaystyle {\widehat {\mathbb {R} }}}:
Analog, da {\displaystyle \infty =-\infty }.
- {\displaystyle 0\cdot \infty }:
Wegen {\displaystyle 0\cdot x=0} für alle {\displaystyle x\in \mathbb {R} } soll {\displaystyle 0\cdot \infty =0} gelten. Andererseits gilt {\displaystyle x^{-1}\cdot x=1}, soweit die linke Seite definiert ist. Demnach ergibt sich der Widerspruch {\displaystyle 0=0\cdot \infty =\infty ^{-1}\cdot \infty =1}
- {\displaystyle {\frac {\infty }{\infty }}}:
Wegen {\displaystyle {\tfrac {x}{x}}=1} und {\displaystyle {\tfrac {2x}{x}}=2} ergibt sich {\displaystyle 1={\tfrac {\infty }{\infty }}={\tfrac {2\infty }{\infty }}=2}
- {\displaystyle {\frac {0}{0}}}:
Auch hier folgt {\displaystyle 1={\tfrac {0}{0}}={\tfrac {2\cdot 0}{0}}=2}.
- {\displaystyle {\frac {a}{0}}} in {\displaystyle {\overline {\mathbb {R} }}}:
Aus {\displaystyle {\tfrac {x}{y}}=-{\tfrac {x}{-y}}} folgt, dass {\displaystyle {\tfrac {a}{0}}=-{\tfrac {a}{0}}} gelten soll, folglich {\displaystyle {\tfrac {a}{0}}=0}. Wegen {\displaystyle {\tfrac {x}{y}}\cdot {\tfrac {y}{x}}=1} folgt {\displaystyle 0=0\cdot 0={\tfrac {a}{0}}\cdot {\tfrac {0}{a}}=1}.

Den aufgelisteten Ausdrücken einen Wert zuzuweisen, ist also auf „vernünftige“ Weise nicht möglich.
Abgesehen von {\displaystyle {\tfrac {a}{0}}} mit {\displaystyle a\neq 0} werden die so in {\displaystyle {\overline {\mathbb {R} }}} nicht definierten Ausdrücke auch als unbestimmte Ausdrücke bezeichnet, für die es allerdings in bestimmten Einzelfällen gleichwohl möglich ist, mittels der Regel von de L’Hospital gültige Zahlenwerte zu berechnen.
Abweichend von obiger Liste wird in einigen Gebieten der Mathematik, namentlich der Maßtheorie, gewöhnlich {\displaystyle 0\cdot \infty =0} vereinbart, da auf diese Weise zahlreiche Aussagen konziser zu fassen sind. In dem Fall ist darauf zu achten, dass niemals der Kehrwert von unendlich benutzt wird, bzw. es ist auf die Festsetzung {\displaystyle \infty ^{-1}=0} zu verzichten. Andernfalls müssten die Ausnahmen der gewöhnlichen Rechenregeln (nämlich, dass nicht immer {\displaystyle x\cdot x^{-1}=1} gilt) regelmäßig durch Fallunterscheidungen bedacht werden, und dies machte den Vorteil der Abkürzung wieder wett.

### Algebraische Fortsetzung des Potenzierens
Anders als bei den vier Grundrechenarten ist es auch unabhängig von Stetigkeitsbetrachtungen möglich, konsistent (aber unstetig)
{\displaystyle 1^{\pm \infty }=(\pm \infty )^{0}=1}
zu definieren.
Dass zumindest kein anderer Wert für diese Ausdrücke definiert werden kann, ergibt sich direkt aus dem Permanenzprinzip, da im Endlichen {\displaystyle 1^{x}=x^{0}=1} gilt.
Diese Festsetzungen sind konsistent in dem Sinne, dass die Potenzgesetze {\displaystyle a^{b}\cdot a^{c}=a^{b+c}}, {\displaystyle (a\cdot b)^{c}=a^{c}\cdot b^{c}} und {\displaystyle (a^{b})^{c}=a^{b\cdot c}} gelten, wann immer alle Teilausdrücke definiert sind.
Im Zusammenhang mit Grenzwertuntersuchungen jedoch werden die Ausdrücke {\displaystyle 1^{\infty }}, {\displaystyle \infty ^{0}} und sogar {\displaystyle 0^{0}} mit zu den unbestimmten Ausdrücken gezählt, da in dem Zusammenhang Stetigkeit ausschlaggebend ist. In bestimmten Einzelfällen allerdings ist es auch hier möglich, mittels der Regel von de L’Hospital für die o. g. Ausdrücke gültige Zahlenwerte zu berechnen.

### Das Lösen von Gleichungen
Beim Lösen von Gleichungen ist Vorsicht geboten, wenn man mit Unendlichkeiten arbeitet, da zusätzliche Lösungen existieren können.
Besonders offensichtlich wird dies bei der Gleichung {\displaystyle a+x=b}, die für endliche {\displaystyle a,b} stets genau eine Lösung hat. Dagegen hat {\displaystyle \infty +x=0} gar keine und {\displaystyle \infty +x=\infty } unendlich viele.
Einige weitere Beispiele, die sich aus den obigen Rechenregeln ergeben,  zeigt die folgende Tabelle:
| Gleichung                  | Lösungen in {\displaystyle \mathbb {R} } | Zusätzlich in {\displaystyle {\overline {\mathbb {R} }}} | Zusätzlich in {\displaystyle {\widehat {\mathbb {R} }}} |
| -------------------------- | ---------------------------------------- | -------------------------------------------------------- | ------------------------------------------------------- |
| {\displaystyle x=-x}       | {\displaystyle 0}                        |                                                          | {\displaystyle \infty }                                 |
| {\displaystyle x=2x}       | {\displaystyle 0}                        | {\displaystyle +\infty ,-\infty }                        | {\displaystyle \infty }                                 |
| {\displaystyle x=x\cdot x} | {\displaystyle 0,1}                      | {\displaystyle +\infty }                                 | {\displaystyle \infty }                                 |

Beim Umformen von Gleichungen kann nicht mehr allgemein auf die Kürzungseigenschaft der Addition (aus {\displaystyle a+c=b+c} folgt {\displaystyle a=b}) zurückgegriffen werden, sondern nur unter der Voraussetzung, dass {\displaystyle c} endlich ist.
Die Kürzungseigenschaft der Multiplikation (aus {\displaystyle a\cdot c=b\cdot c} folgt {\displaystyle a=b}), die auch im Endlichen nur unter der Voraussetzung {\displaystyle c\neq 0} gilt, ist ebenfalls für unendliches {\displaystyle c} ungültig.
Die letzte Gleichung aus obiger Tabelle, {\displaystyle x=x\cdot x}, lässt sich nicht äquivalent umformen zu {\displaystyle 0=x\cdot x-x}, denn diese hat im Gegensatz zu ersterer keine unendliche Lösung (für {\displaystyle x=+\infty } ist die rechte Seite nicht definiert).

## Komplexe Zahlen
Wenn man statt von den reellen von den komplexen Zahlen {\displaystyle \mathbb {C} } ausgeht, betrachtet man hauptsächlich die zu einer Sphäre {\displaystyle S^{2}} homöomorphe Einpunktkompaktifizierung {\displaystyle {\widehat {\mathbb {C} }}:=\mathbb {C} \cup \{\infty \}} (Riemannsche Zahlenkugel). Die Rechenregeln für die Grundrechenarten stimmen hierbei im Wesentlichen mit denen für die Einpunktkompaktifizierung von {\displaystyle \mathbb {R} } überein.
Es gibt auch hier alternative Ansätze, bei denen {\displaystyle \mathbb {C} } zu einer abgeschlossenen Kreisscheibe oder zur projektiven Ebene kompaktifiziert wird.